# Hektar
Hektar (ha) je mjerna jedinica za površinu. Nije propisana u međunarodnim sustavom mjernih jedinica (SI), ali nije ni zabranjena za upotrebu.

## Mjera
1 ha je:
- 0,01 km²
- 100 ara
- 10.000 m²[2]

Za usporedbu s drugim mjerama, prosječno nogometno igralište 68 x 105 metara je površine 0,714 ha.

## Povijest
Riječ hektar je izvedena iz grčkog hekto (sto) i ar, te je njeno značenje zapravo 100 ara. Godine 1879. CIPM (Comité International des Poids et Mesures) je uzeo jedinicu hektar kao preporučenu. Čak i prije tog vremena, hektar je bio dio mjernih jedinica Sjevernonjemačkog saveza od 1868. godine. Od kasnog 19. stoljeća u Njemačkom carstvu hektar je iznosio točno 4 jutra (stara mjera za površinu zemljišta), koja se tradicionalno koristila. Stoga se mjera jutro naziva još i četvrtina hektara.

## Poveznice
- Pretvorba mjernih jedinica